# Václav Fabián
Václav Fabián (26. srpna 1835 Živonín – 28. dubna 1915 Velký Újezd) byl rakouský důstojník a politik české národnosti, v 2. polovině 19. století poslanec Říšské rady a Českého zemského sněmu, člen Českého klubu.

## Biografie
Vystudoval vyšší gymnázium v Praze. Od roku 1854 sloužil jako kadet v rakouské armádě. Roku 1859 se účastnil v hodnosti důstojníka dělostřelectva bojů v Itálii a roku 1866 bitvy u Custozzy. Roku 1867 odešel z armády, oženil se s Marií Matoušovou – Derflovou (nar. 1826) a působil jako velkostatkář ve Velkém Újezdě.
Velkostatek ve Velkém Újezdě měl v r. 1895 výměru 116,26 ha, z toho bylo 93,96 ha polí, 1,63 ha zahrad, 18,9 ha lesů a 0,25 ha pastvin.
U velkostatku byl nejen hospodářský dvůr, ale od roku 1853 i zámek s parkem.
V roce 1887 je uveden jako člen okresního zastupitelstva v Mělníku.
V doplňovacích volbách v lednu 1889, i brzy poté konaných řádných zemských volbách 1889, byl zvolen na Český zemský sněm za kurii velkostatkářskou, nesvěřenecké velkostatky. Zastupoval Stranu konzervativního velkostatku. Mandát obhájil v zemských volbách 1895 a zemských volbách 1901.
Působil i jako poslanec Říšské rady (celostátního parlamentu Předlitavska), kam usedl ve volbách roku 1885 za kurii velkostatkářskou v Čechách. Mandát obhájil ve volbách roku 1891. Ve volebním období 1885–1891 se uvádí jako Wenzel Fabian, statkář, bytem Velký Újezd.
Profiloval se jako stoupenec českého státního práva a na Říšské radě se připojil k Českému klubu (jednotné parlamentní zastoupení, do kterého se sdružili staročeši, mladočeši, česká konzervativní šlechta a moravští národní poslanci).
Václav Fabián měl mladšího bratra Jana ( nar. 1841 Živonín). Jejich otec Jan Nepomuk Julius Vincent Fabián (nar. 1814 Živonín) si koupil v Liběchově statek a v pachtu mlýn. Tam odešel ze Živonína se synem Janem (nar. 1841). Když se syn Jan dozvěděl, že v Brozanech nabízí kníže Lobkowicz k prodeji mlýn, tak ho 26.8.1874 koupil. V Brozanech se r.1881 oženil s Annou Řeháčkovou (nar. 1862). Narodilo se jim šest dcer a dva synové – Jan (nar. 1885 Brozany) a Václav (nar. 1896 Brozany).
Manželství Václava (nar. 1835 Živonín) s Marií bylo bezdětné. Dospívající dcery bratra Jana (nar. 1841 Živonín) využívaly pohostinnosti na zámku ve Velkém Újezdě u tety Marie Fabiánové a se synovcem Janem (nar. 1885 Brozany) se počítalo, jako s dědicem panství.
Povinností poslance bylo pobývat ve Vídni.
O správu velkostatku se starali nájemci. Fabiánové užívali zámek a park. Dcery bratra Jana se postupně vdávaly. Když teta Marie r.1907 zemřela, děvčata z Brozan se o zámek a park starala naplno.
Václav Fabián zemřel v dubnu 1915 ve Velkém Újezdě, okres Mělník. Tělo bylo uloženo do rodinné hrobky v Nebuželích..
Na zámku žil synovec Jan a jeho nejmladší sestra Milada Alžběta.
Od r.1906 v této oblasti zvané Kokořínsko působil František Janeček (nar. 23.1.1878 Klášter nad Dědinou), který v nedaleké obci Hradsko vlastnil statek s honitbou. Ten během I. svět. války ale prodal a zakoupil statek v obci Nebužely, kam se chodilo z Velkého Újezda do kostela a byl i společný hřbitov. František Janeček byl aktivní i jako místopředseda Okrašlovacího spolku pro zvelebení údolí Kokořínska, který organizoval různá setkání.
Pamětník událostí 28. října 1918 ve Velkém Újezdě uvádí: "O půlnoci 28. října 1918 přijelo před vrata statku č.32 vojenské auto. Seděli v něm dva důstojníci – nadporučík Janeček, budoucí továrník a nadporučík Němec. Vídeňák, který jezdíval za války do tohoto statku pro aprovizaci. Přijeli oznámit převrat v Praze... Za čtvrt hodiny byla celá ves vzhůru. Důstojníci byli plni nadšení, vyprávěli o událostech v Praze... Odjeli za dvě hodiny. Tu noc se již v Újezdě nespalo...". (str. 194)
Setkávání Františka Janečka s Miladou Fabiánovou bylo završeno dne 26.2.1921 rozvodem Františka Janečka se svou první manželkou Johanou Karolínou. Téhož roku 1. června se v Rakovníku konala svatba s Miladou Alžbětou Fabiánovou nar. 24.8.1894 v Brozanech.
Proč v Rakovníku? V nedalekých Mutějovicích žil Josef Janeček ( nar. 1875 Klášter nad Dědinou) – starší bratr Františka Janečka. Spolu s přítelem Františkem Stejskalem tam na počátku války založili Společnost Mutějovické kamenouhelné doly Union a až do r. 1923 těžili uhlí. Manželka Milada Janečková se z Mutějovic odhlašuje do Prahy na Šafránku až 15.2.1924 a manžel prý bydlí v Mnichově Hradišti II/68.
Přestěhování do Chodské ulice v Praze hlásí Milada až k 14.5.1929. Další změnu bydlení do Týnce nad Sázavou hlásí Milada až 3.8.1933.

## Média

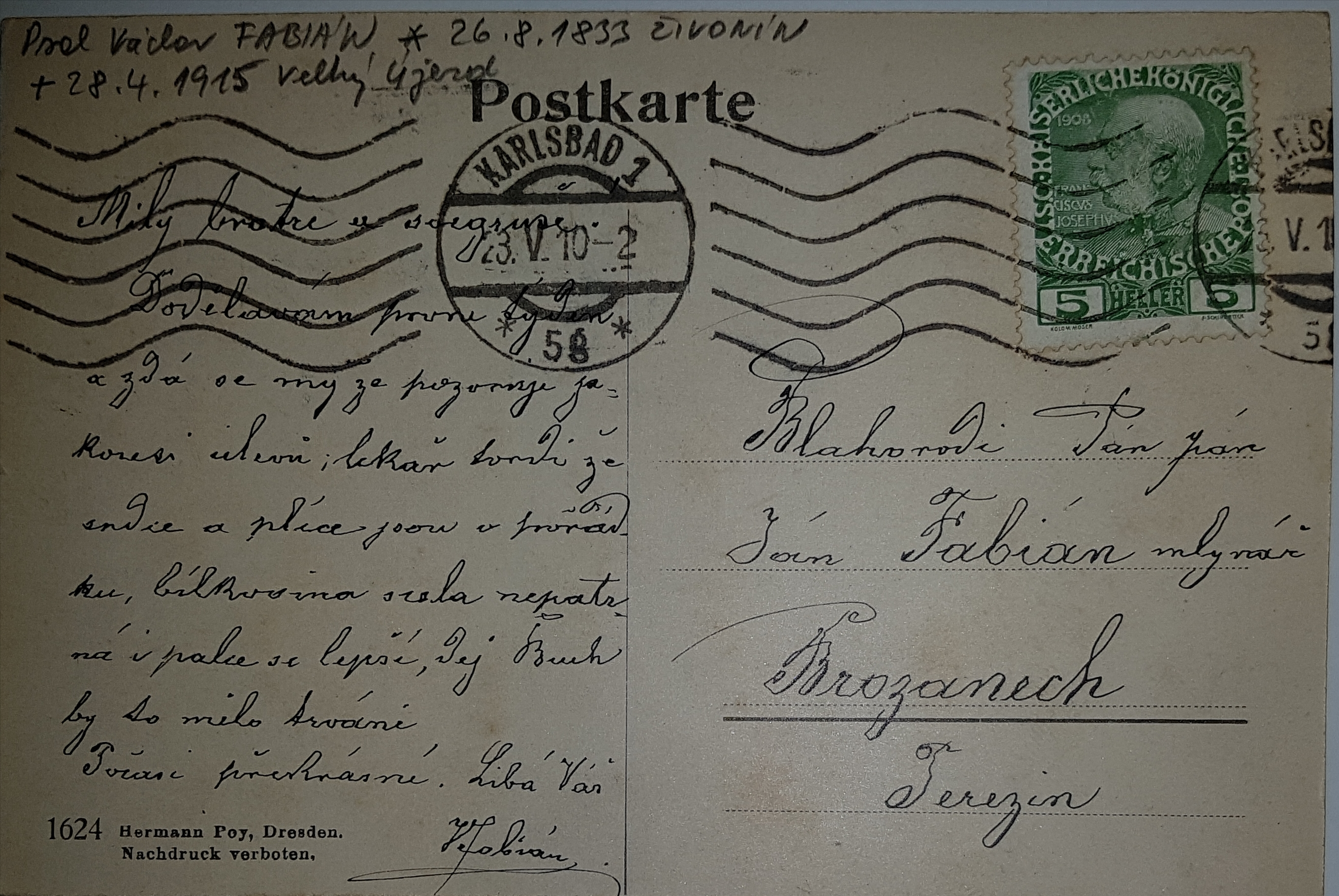
Rukopis Václava Fabiána
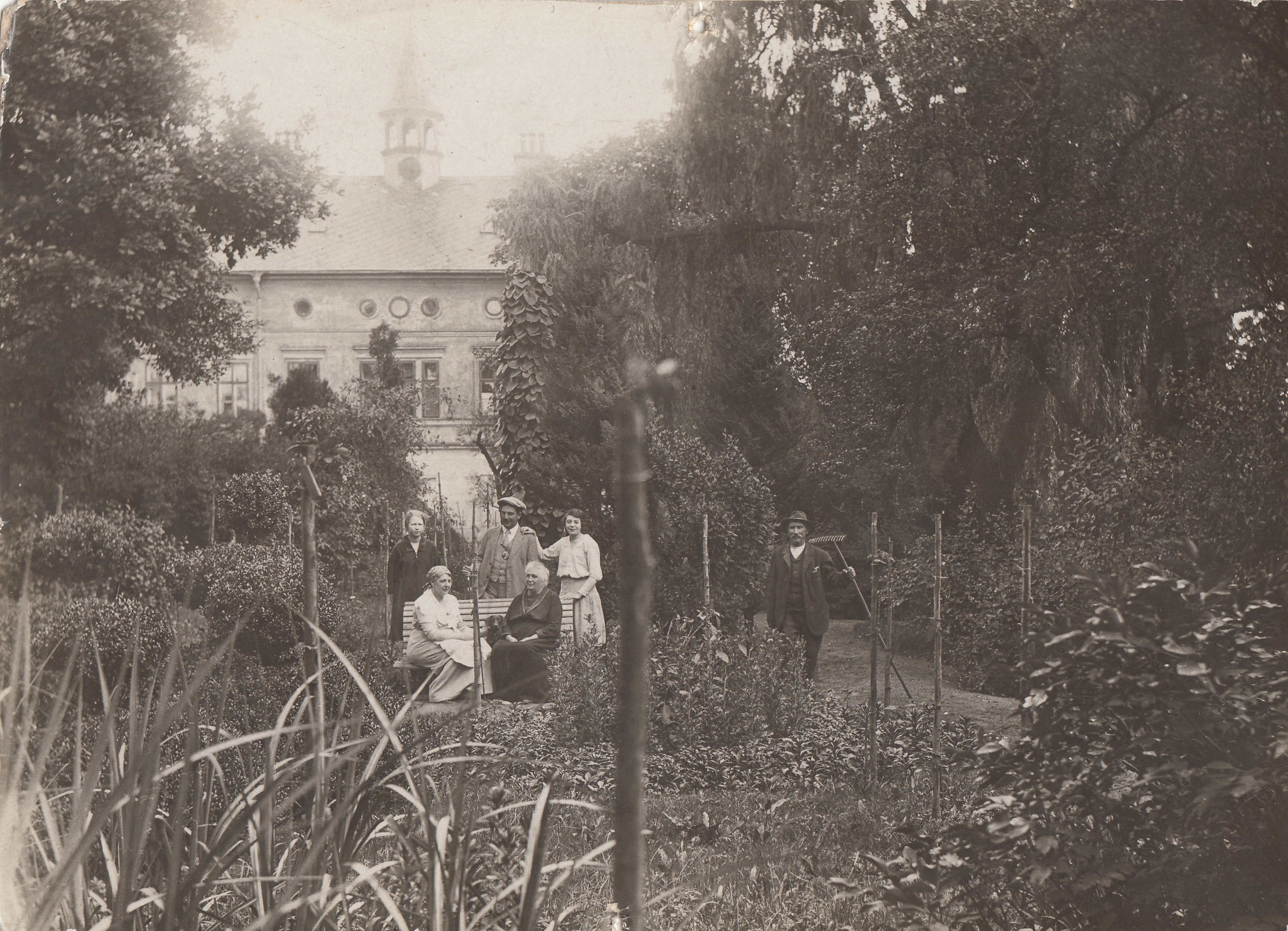
zámek Velký Újezd ve vlastnictví Fabiánů
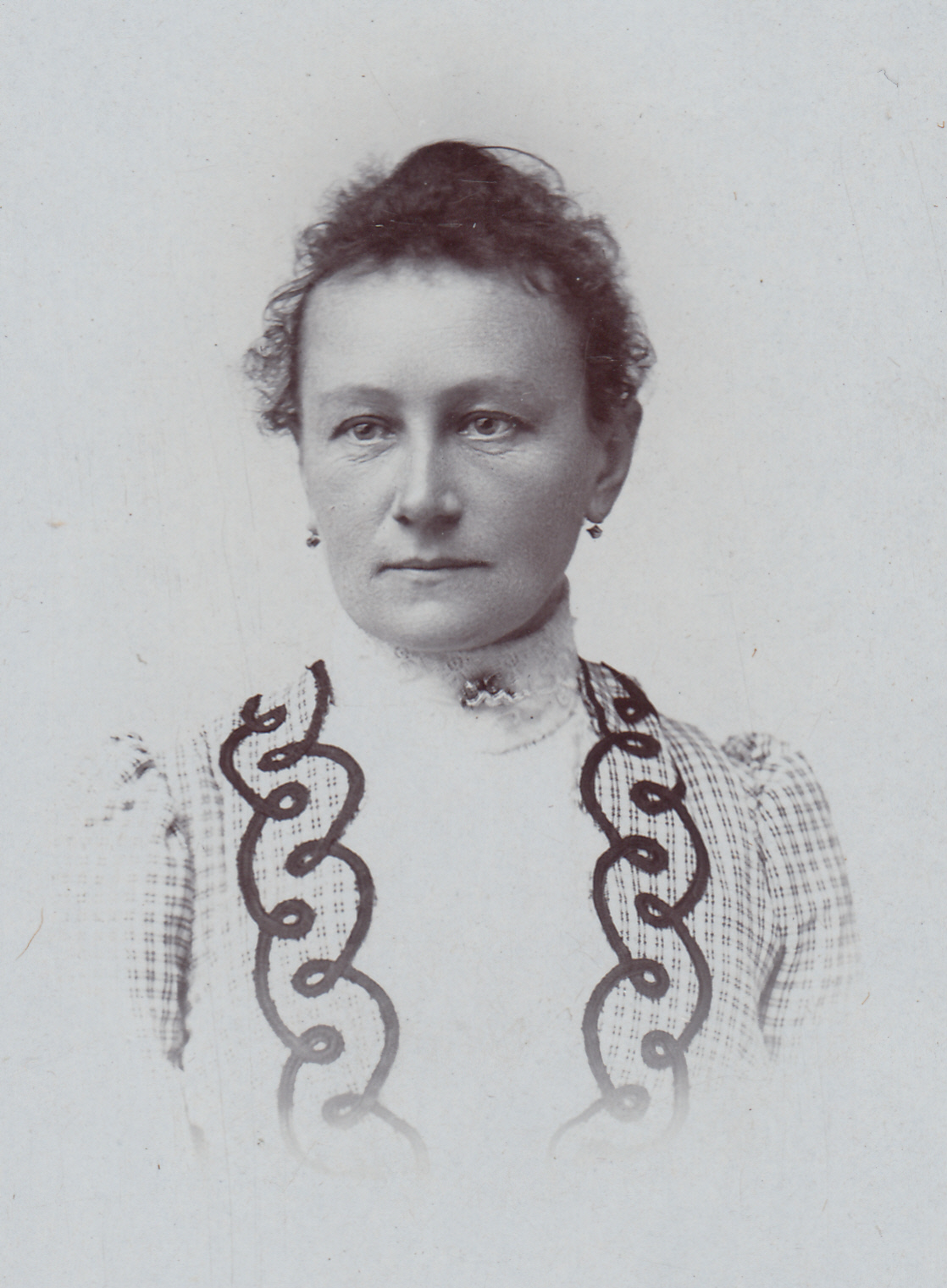
manželka Marie
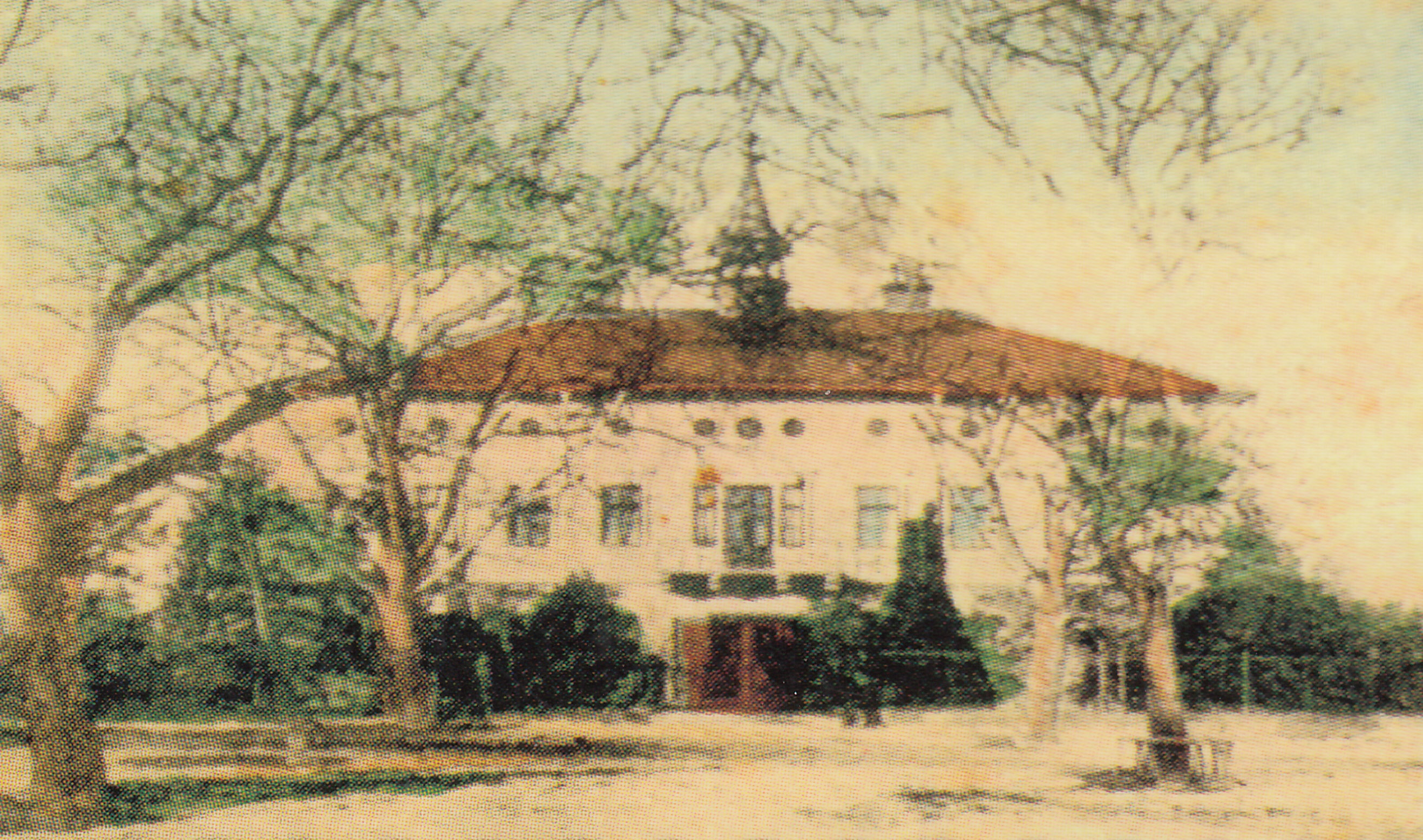
zámek v dobovém vyobrazení
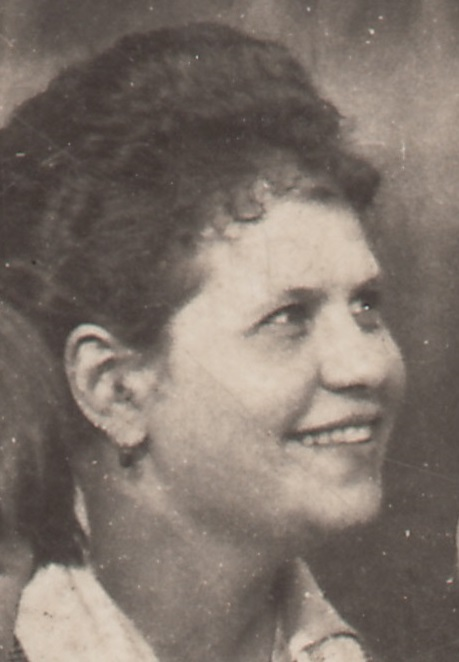
sestra Milada
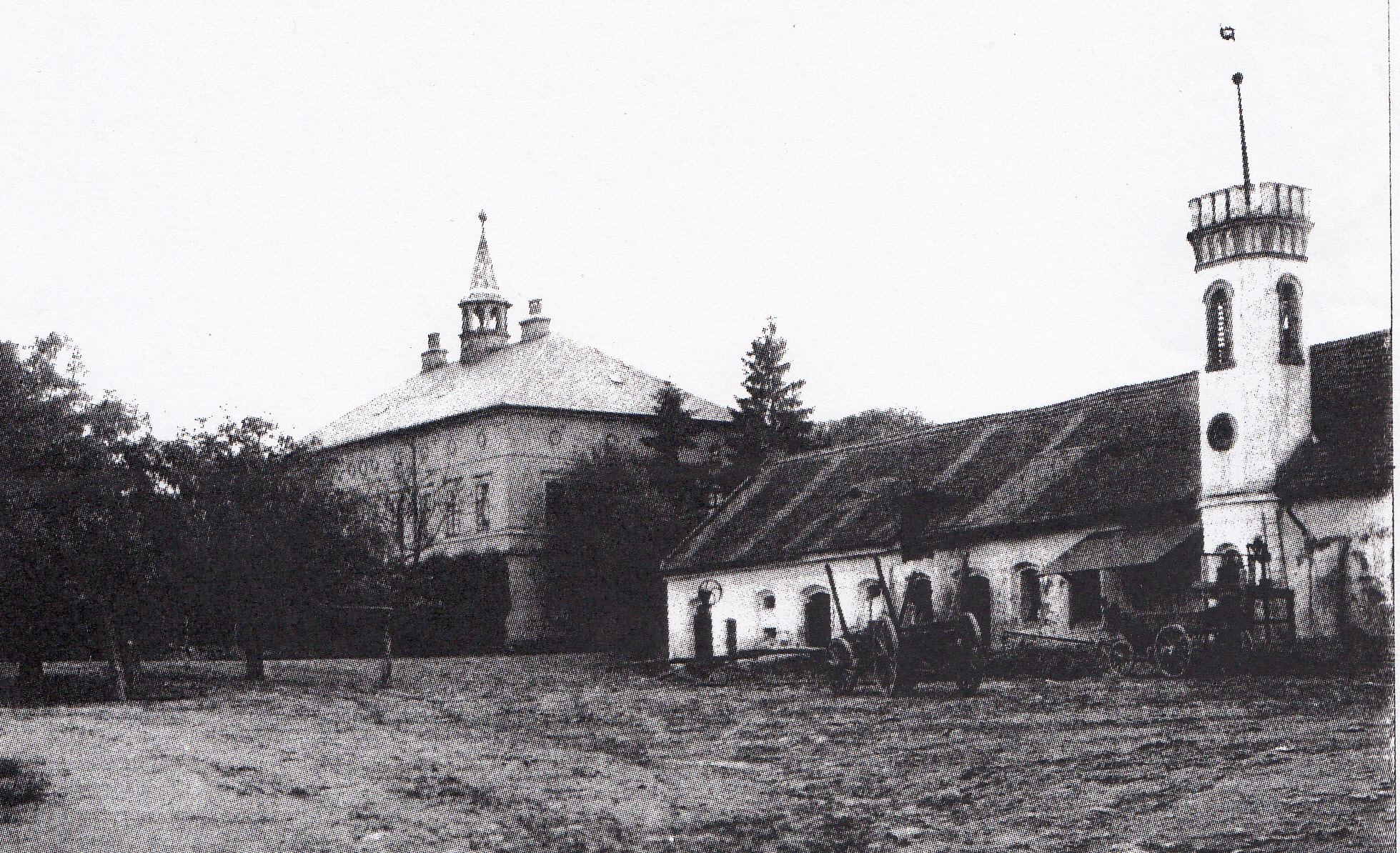
hospodářský dvůr